# Brunovce
Brunovce este o comună slovacă, aflată în districtul Nové Mesto nad Váhom din regiunea Trenčín. Localitatea se află la altitudinea de 172 m deasupra n.m., se întinde pe o suprafață de 5,82 km2 și în 2017 număra 546 de locuitori.

## Istoric
Localitatea Brunovce este atestată documentar din 1374.

## Demografie
| An:                | 1994 | 2004   | 2014   | 2024    |
| ------------------ | ---- | ------ | ------ | ------- |
| Număr de persoane: | 534  | 544    | 551    | 638     |
| Diferență:         |      | +1,87% | +1,28% | +15,78% |

| An:                | 2023 | 2024   |
| ------------------ | ---- | ------ |
| Număr de persoane: | 632  | 638    |
| Diferență:         |      | +0,94% |